# Olesicampe brachyura
Olesicampe brachyura là một loài tò vò trong họ Ichneumonidae.